# La Bolt
Pour les articles homonymes, voir Bolt.
La Bolt est une municipalité américaine située dans le comté de Grant, dans l'État du Dakota du Sud. Selon le recensement de 2010, elle compte 68 habitants. La municipalité s'étend sur 0,24 milles carrés (0,62 km2).
La localité doit son nom à Alfred Labolt, l'un des premiers propriétaires du site.

## Démographie
| 1920 | 1930 | 1940 | 1950 | 1960 | 1970 |
| ---- | ---- | ---- | ---- | ---- | ---- |
| 142  | 126  | 127  | 164  | 125  | 90   |

| 1980 | 1990 | 2000 | 2010 | - | - |
| ---- | ---- | ---- | ---- | - | - |
| 94   | 91   | 86   | 68   | - | - |